# Masugnsbyn
Masugnsbyn (finska: Masuuni, Masuuninkylä) är en småort i Vittangi distrikt (Jukkasjärvi socken) i Kiruna kommun, nära gränsen till Pajala kommun. Masugnsbyn har fått sitt namn efter den masugn som anlades där 1647 för att framställa tackjärn av järnmalm från den närbelägna gruvan. Det var den första industriella järnutvinningen inom nuvarande Norrbottens län. Grannbyar till Masugnsbyn är Vittangi, Junosuando och Saittarova. Länsväg 395 passerar orten. 
Masugnen var placerad vid bäcken Rautajoki (på svenska Järnbäcken), som nedströms industrilämningarna rinner genom en brant kanjon eller kursudal som är skyddad genom Masugnsbyns naturreservat.
Vid småortsavgränsningen 1995 utgjorde andelen obebodda fritidshusfastigheter i småorten mer än 50 % av samtliga fastigheter. 2010 hade andelen obebodda fritidshusfastigheter minskat till mer än 30 % av samtliga fastigheter.

## Historia

### Junosuando gruva och masugn

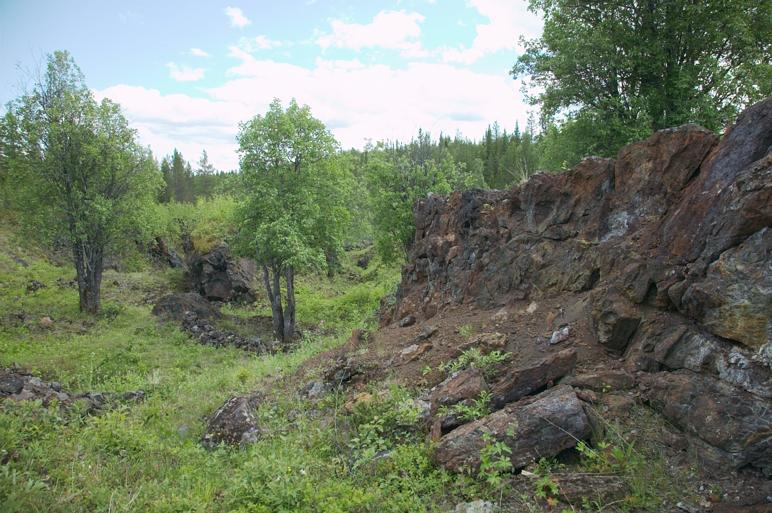
Gruvhål i Masugnsbyn.

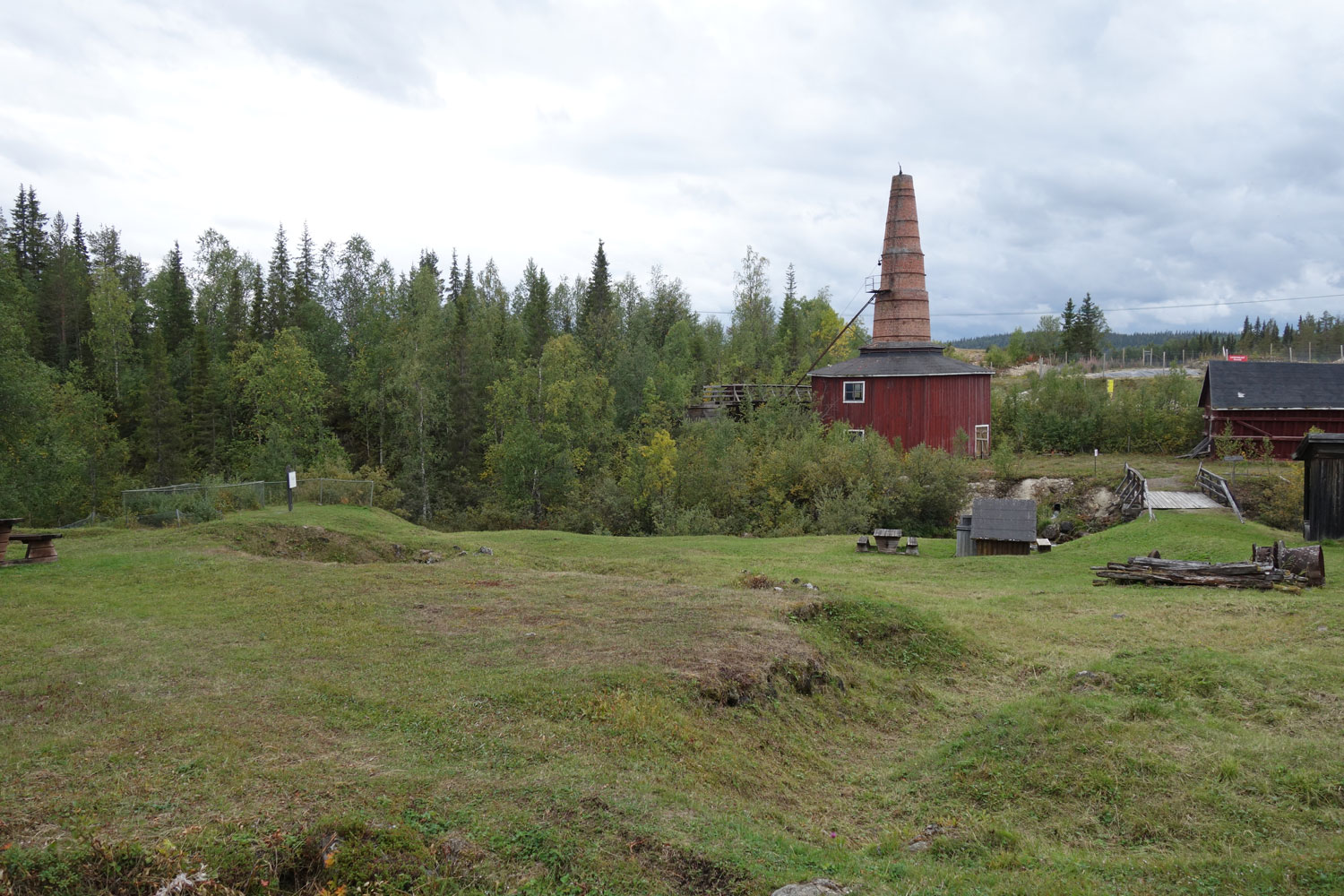
Hyttområdet vid Rautajoki i Masugnsbyn, med masugnsruinen till vänster. På andra sidan ån syns kalkugnen och kalkmagasinen från 1900-talet.

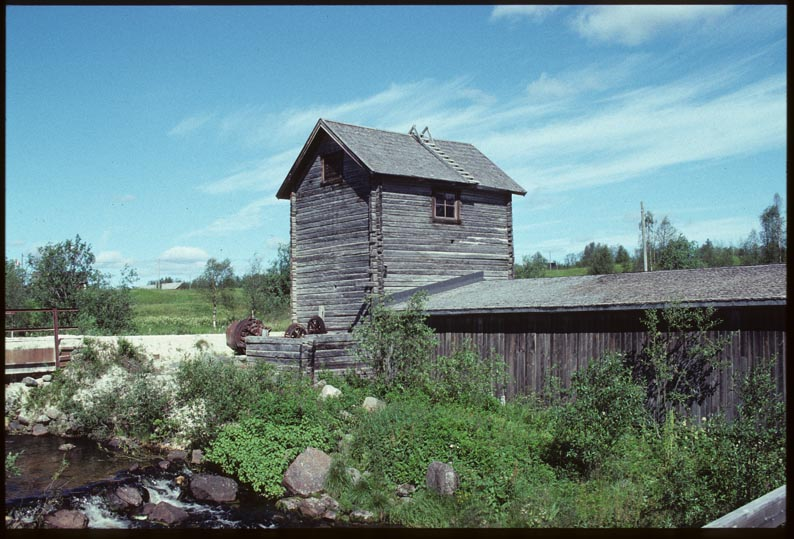
Såg- och kvarnbyggnaden vid Rautajoki.

Järnmalmsförekomsten i Masugnsbyn upptäcktes 1642, enligt traditionen av bonden Lars Larsson Lasu från Junosuando som under en ekorrjakt lade märke till att hans järnskodda pilspets fastnat vid ett magnetiskt stenblock. Borgare från Torneå fick privilegiebrev på exploateringen och genomförde brytning och provsmältning med lovande resultat. Det visade sig emellertid vara svårt att transportera material och proviant från Torneå till gruvområdet, en sträcka på drygt 25 mil, varför borgarna bad att få återlämna alla sina privilegier 1646. Projektet övertogs av utifrån kommande intressenter, nämligen Arendt Grape, född i Lübeck men verksam som köpman i Stockholm, och hyttmästaren Jacob Pfundt, som varit verksam vid Nasafjälls silververk. Grape och Pfundt fick ett nytt privilegiebrev enligt vilket traktens bönder och samer skulle hjälpa till med transporter och vedhuggning. Vidare fick bruksägarna rätt att uppföra masugn, hamrar och andra nödvändiga verk, samt att utnyttja strömmar, skog, ängsmarker med mera upp till ett par mils avstånd från bruket.
År 1647 uppfördes masugn, gruvfogdebostad och bruksgård i nuvarande Masugnsbyn. Detta namn användes emellertid inte då, utan anläggningarna kallades för Junosuando gruva och Junosuando masugn. Malmen bröts genom tillmakning och bars på bårar till masugnen, som bara låg 60 meter från gruvhålet. Efter krossning och rostning smältes malmen i masugnen till tackjärn. Detta transporterades till Torneälven och fördes till Kengis, där en hammarsmedja anlades. Redan efter några år som gruvägare hade emellertid Arendt Grapes gjort slut på sitt driftskapital och satt sig i skuld till kronan. Därför trädde de från Republiken Förenade Nederländerna inflyttade affärsmännen och bröderna Abraham och Jacob Momma in i rörelsen 1653, löste in Grapes skuld och övertog två tredjedelar av företaget. Grape blev kvar som platschef, men i realiteten var det bröderna Momma som bestämde. Den gamla masugnen revs och ersattes med en ny. En väg anlades från masugnen till Torneälven för att underlätta transporterna, och Kengis bruk byggdes ut. Någon gång kring 1660 anlades också en kopparhytta i Masugnsbyn för att smälta kopparmalm från bröderna Mommas nya koppargruva i Svappavaara. Denna hytta blev dock inte så långvarig utan var i förfall 1674.
Inte heller de nya ägarna fick emellertid lönsamhet i produktionen, och den siste kvarvarande delägaren, Abraham Momma (då liksom sin bror adlad under namnet Reenstierna), avled utfattig 1690. Efter detta inrättades bolaget Västerbottniska bergslagen som övertog privilegierna för verksamheten. Bergslaget bestod av 300 andelar som ägdes av bland andra kungliga råd, ämbetsmän, brukspatroner och affärsmän.
Under det nya bolagets tid gjordes flera satsningar. Ytterligare en masugn byggdes 1711 i Tornefors vid Torneälven, men den förstördes av ryska soldater 1715. Under 1730-talet nådde produktionen i Junosuando masugn rekordsiffran 1 049 skeppund (omkring 143 ton) tackjärn. Men verksamheten förblev problematisk och skildrades av landshövding Gabriel Gyllengrip som ytterst bristfällig. Masugnen och övriga byggnader var i dåligt skick, och masugnen kunde ibland stanna mitt i bästa arbetstiden så att det inte kom fram något tackjärn till stångjärnshamrarna. År 1737 anställdes Abraham Steinholtz som direktör för Västerbottniska bergslagen. Han löste successivt ut övriga delägare och blev ensam ägare 1746. En ny masugn anlades 1745, nu i Palokorva vid Torneälven. Men problemen fanns kvar, och när Steinholtz dog 1781 lämnade han efter sig skulder. År 1804 blåstes Junosuando masugn för sista gången, men brytningen av järnmalm i Junosuando gruva fortsatte ännu någon tid, om än i blygsam omfattning.
Idag finns gamla gruvhål, masugnsruin, slaggvarp, rostplats och husgrunder kvar vid Rautajoki tillsammans med en kombinerad såg och kvarn från 1910-talet samt byggnader från den senare kalkutvinningen. I närheten finns den gamla bruksgården, som fungerar som hembygdsgård. Masugnsbyn är av riksintresse för kulturmiljövården.

### Kalkbrytning
I Masugnsbyn finns också en dolomitfyndighet som först bröts för lokala behov. År 1933 uppfördes ett kalkmagasin och 1952 tillkom en kalkugn för att förädla dolomiten. Förädlingen lades snart ned, men ugnen står kvar på platsen och dolomitbrottet exploateras fortfarande av LKAB.

### Befolkningsutveckling
| Befolkningsutvecklingen i Masugnsbyn 1960–2015 | Befolkningsutvecklingen i Masugnsbyn 1960–2015 | Befolkningsutvecklingen i Masugnsbyn 1960–2015 | Befolkningsutvecklingen i Masugnsbyn 1960–2015 | Befolkningsutvecklingen i Masugnsbyn 1960–2015 |
| ---------------------------------------------- | ---------------------------------------------- | ---------------------------------------------- | ---------------------------------------------- | ---------------------------------------------- |
|                                                |                                                |                                                |                                                |                                                |
| År                                             |                                                |                                                | Folkmängd                                      | Areal (ha)                                     |
| 1960                                           | 1960                                           |                                                | 228                                            | 82                                             |
| 1965                                           | 1965                                           |                                                | 206                                            | 82                                             |
| 1990                                           | 1990                                           |                                                | 73                                             | 75#                                            |
| 1995                                           | 1995                                           |                                                | 114                                            | 81#                                            |
| 2000                                           | 2000                                           |                                                | 103                                            | 81#                                            |
| 2005                                           | 2005                                           |                                                | 78                                             | 81#                                            |
| 2010                                           | 2010                                           |                                                | 84                                             | 81#                                            |
| 2015                                           | 2015                                           |                                                | 61                                             | 84#                                            |
| Anm.: Upphörde som tätort 1970. # Som småort.  |                                                |                                                |                                                |                                                |

På grund av förändrat dataunderlag hos Statistiska centralbyrån så är småortsavgränsningarna 1990 och 1995 inte jämförbara. Befolkningen den 31 december 1990 var 125 invånare inom det område som småorten omfattade 1995.

## Samhället
Flera små företag finns i byn: rörmokare, snickare, fotvårdare, skogsentreprenörer och däckfirma med mera. Sedan 2012 finns här en vägkrog med mera, North Canyon Center.

## Näringsliv
Dolomit bryts i dolomitbrottet som ligger alldeles bredvid den gamla järngruvan. Dolomiten används i LKAB:s kulsinterverk i Kiruna i kulsinterprocessen. Årsproduktionsmålet är 250 000 ton dolomit. I januari 2012 kör 8 lastbilar knutna till BDX dolomiten till Kiruna i dubbla skift 7 dagar i veckan. Det borras med en Sandvik Tamrock 780 och sprängs med hjälp av en laddbil som kommer från Svappavaara. De maskinerna ägs av LKAB Berg och Betong. En stor Volvo EC360HR grävmaskin från LTH assisterar med avtäckning, skutknackning, skrotning av bergväggar med mera.  
De flesta byborna jobbar i Vittangi eller Svappavaara.